# Taiyutyla extorris
Taiyutyla extorris är en mångfotingart som först beskrevs av Shear 1971.  Taiyutyla extorris ingår i släktet Taiyutyla och familjen Conotylidae. Inga underarter finns listade i Catalogue of Life.